# Telescopium telescopium
Telescopium telescopium is een slakkensoort uit de familie Potamididae. De wetenschappelijke naam is gepubliceerd in 1758 door Linnaeus in de tiende editie van Systema naturae.